# Brodmannova area
Brodmannova area, řidčeji mapa nebo oblast, je část mozkové kůry člověka nebo jiného primáta, určená její cytoarchitekturou nebo histologickou strukturou a organizací buněk . V literatuře se uvádí zkratkou BA a číslem, např. BA 17.

## Historie

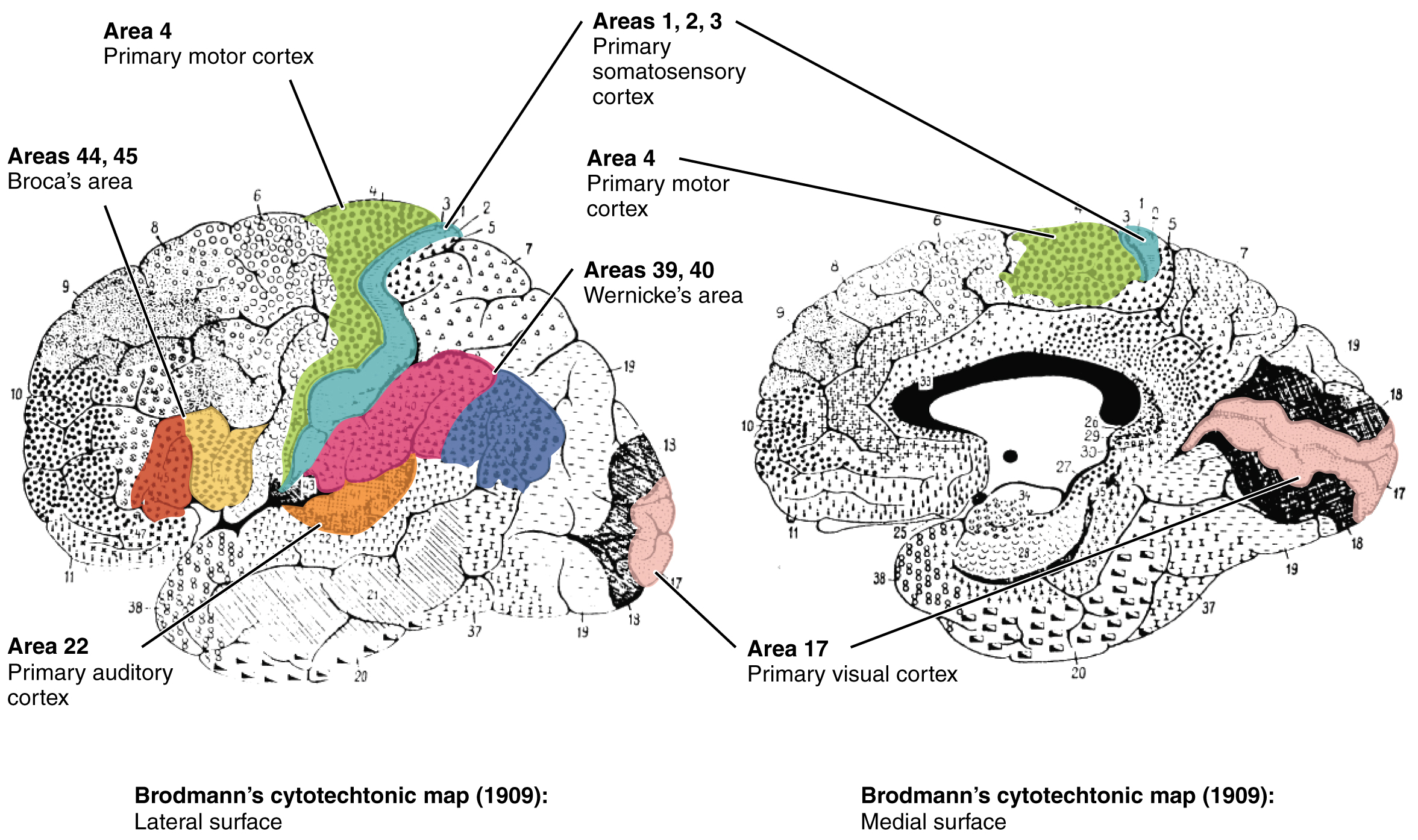
Na tomto diagramu bylo vyznačeno několik důležitých Brodmannových oblastí

Brodmannovy arey byly původně definovány a očíslovány německým anatomem Korbinianem Brodmannem na základě cytoarchitekturální organizace neuronů, které pozoroval v mozkové kůře pomocí Nisslovy metody buněčného barvení. Brodmann publikoval své mapy kortikálních oblastí u lidí, opic a dalších druhů v roce 1909  spolu s mnoha dalšími nálezy a pozorováními ohledně obecných typů buněk a laminární organizace kůry savců. Stejné číslo oblasti Brodmann u různých druhů nemusí nutně znamenat homologní oblasti. Podobnou, ale podrobnější kortikální mapu publikovali Constantin von Economo a Georg N. Koskinas v roce 1925.

## Současný význam
Brodmannovy arey byly diskutovány, zdokonaleny a přejmenovány po téměř celé století a zůstávají nejznámějším a často citovaným cytoarchitekturním uspořádáním lidské kůry.
Mnoho oblastí definovaných Brodmannem výhradně na základě jejich neuronální organizace bylo od té doby úzce spojeno s různými kortikálními funkcemi. Například Brodmannovy oblasti 3, 1 a 2 jsou primární somatosenzorickou kůrou ; oblast 4 je primární motorická kůra ; oblast 17 je primární vizuální kůra ; a oblasti 41 a 42 úzce odpovídají primární sluchové kůře . Funkce vyšších řádů asociačních kortikálních oblastí jsou také důsledně lokalizovány do stejných Brodmannových oblastí neurofyziologickým, funkčním zobrazením a dalšími metodami (např. důslednou lokalizací Brocaovy řečové a jazykové oblasti Brodmannovy oblasti 44 a 45 ). Funkční zobrazení však může identifikovat pouze přibližnou lokalizaci mozkových aktivací z hlediska Brodmannovy oblasti, protože jejich skutečné hranice v každém jednotlivém mozku vyžadují jeho histologické vyšetření.

## Přehled
Různé části mozkové kůry jsou zapojeny do různých kognitivních a behaviorálních funkcí. Rozdíly se projevují různými způsobů: účinky lokalizovaného poškození mozku, projevy regionálních aktivit exponovaných při zkoumání mozku pomocí funkčních zobrazovacích technik, propojení s subkortikálními oblastmi a regionální rozdíly v buněčné architektuře kůry. Neurovědci popisují většinu kůry, tzv. neokortex šest vrstvami, ale ne všechny vrstvy jsou patrné ve všech oblastech, a dokonce i když je vrstva přítomna, její tloušťka a buněčná organizace se mohou lišit. Vědci vytvořili mapy kortikálních oblastí na základě změn ve vzhledu vrstev pod mikroskopem. Nejpoužívanější schéma pocházelo od Korbiniana Brodmanna, který rozdělil kůru na 52 různých oblastí a přidělil každému číslo (mnoho z těchto Brodmannůvských oblastí se od té doby rozdělilo). Například Brodmann oblast 1 je primární somatosenzorická kůra, Brodmann oblast 17 je primární vizuální kůra a Brodmann oblast 25 je přední kůra cingulate.

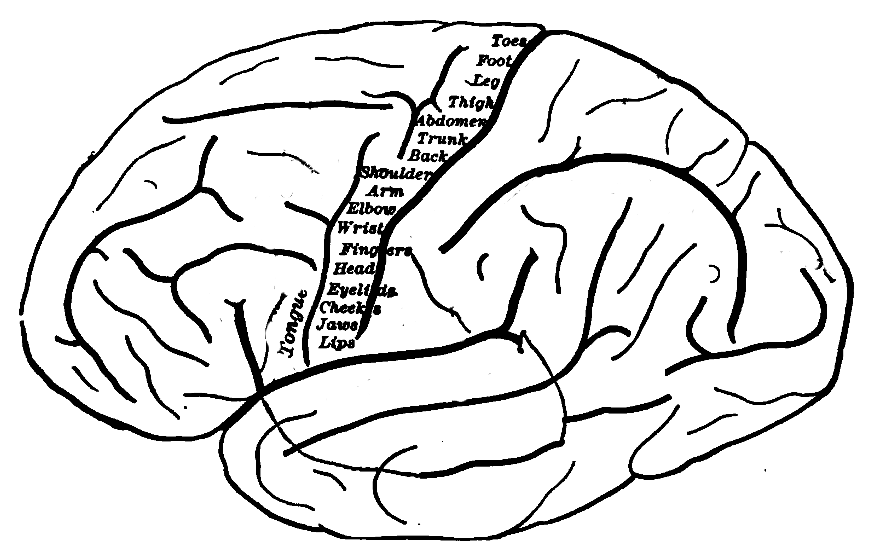
Topografie primární motorické kůry, ukazující, která zóna řídí každou část těla

Mnoho z těchto mozkových oblastí definovaných Brodmannem má své vlastní komplexní vnitřní struktury. V řadě případů jsou mozkové oblasti organizovány do topografických map, kde sousedící kousky kůry odpovídají sousedním částem těla nebo nějaké abstraktnější entitě. Jednoduchým příkladem tohoto typu korespondence je primární motorická kůra, pás tkáně probíhající podél přední hrany centrálního sulku. Motorické oblasti inervující každou část těla vycházejí z odlišné zóny, přičemž sousední části těla představují sousední zóny. Elektrická stimulace kůry v kterémkoli bodě způsobuje svalovou kontrakci v zastoupené části těla. Tato „somatotopická“ reprezentace však není rovnoměrně distribuována. Například hlava je představována regionem asi třikrát tak velkým jako oblast pro celá záda a kmen. Velikost jakékoli zóny koreluje s přesností řízení motoru a možnou senzorickou diskriminací. Oblasti rtů, prstů a jazyka jsou zvláště velké vzhledem k poměrné velikosti jejich zastoupených částí těla.
V oblastech vizuálního zpracování jsou mapy retinotopické; to znamená, že odrážejí topografii sítnice, vrstvu světlem aktivovaných neuronů lemujících zadní část oka. I v tomto případě je znázornění nerovnoměrné: fovea – oblast ve středu zorného pole – je ve srovnání s periferií více zastoupena. Vizuální obvod v mozkové kůře člověka obsahuje několik desítek odlišných retinotopických map, z nichž každá je věnována analýze vizuálního vstupního proudu zvláštním způsobem. Primární vizuální kůra (oblast Brodmann 17), která je hlavním příjemcem přímého vstupu z vizuální části thalamu, obsahuje mnoho neuronů, které jsou nejsnadněji aktivovány hranami s konkrétní orientací pohybujícími se přes určitý bod ve zorném poli. Vizuální oblasti dále extrahují prvky, jako je barva, pohyb a tvar.
Ve sluchových oblastech je primární mapa tonotopická. Zvuky jsou analyzovány podle frekvence (tj. vysoká vs. nízká) subkortikálními sluchovými oblastmi a tato analýza se odráží v primární zvukové zóně kůry. Stejně jako u vizuálního systému existuje řada tonotopických kortikálních map, z nichž každá je věnována analýze zvuku určitým způsobem.
V topografické mapě mohou někdy existovat jemnější úrovně prostorové struktury. Například v primární vizuální kůře, kde je hlavní organizace retinotopická a hlavní odezvy jsou na pohybující se hrany, jsou buňky, které reagují na různé orientace hran, prostorově odděleny od sebe.

## Lidé a další primáti
- Area 3, 1 a 2 - Primární somatosenzorická kůra v postcentrálním gyru (obvykle označována jako oblasti 3, 1, 2)
- Area 4 - Primární motorická kůra
- Area 5 - Superior parietální lalok
- Area 6 - Premotorická kůra a suplementární motorická kůra (sekundární motorická kůra) ( doplňková motorická oblast )
- Area 7 - Visuomotorická koordinace
- Area 8 - Čelní oční pole
- Areat 9 - Dorsolaterální prefrontální kůra
- Area 10 - Přední prefrontální kůra (většina rostrální části superiorního a středního frontálního gyru)
- Area 11 - Orbitofrontální oblast (orbitální a rektální gyrus a rostrální části nadřazeného čelního gyru)
- Area 12 - Orbitofrontální oblast (dříve součástí BA11, označuje plochu mezi superiorním čelním gyrem a dolním rostrálním sulcem)
- Area 13 a oblast 14* - Insulární kůra
- Area 15* - Přední temporální lalok
- Area 16 - Insulární kůra
- Area 17 - Primární vizuální kůra (V1)
- Area 18 - Sekundární vizuální kůra (V2)
- Area 19 - Asociativní vizuální kůra (V3, V4, V5)
- Area 20 - Inferiorní temporální gyrus
- Area 21 - Mediální temporállní gyrus
- Area 22 - Část superiorního temporálního gyru, zahrnutého do Wernickeho oblasti
- Area 23 - Ventrální zadní cingularční kůra
- Area 24 - Ventrální přední cingulační kůra
- Area 25 - Subgenická area (součást ventromediální prefrontální kůry ) [5]
- Area 26 - Ektospleniální část retrospleniální mozkové kůry
- Area 27 - Piriformová kůra
- Area 28 - Ventrální entorhinalní koretey
- Area 29 - Retrospleniální kůra
- Area 30 - Podoblasti retrospeniální kůry
- Area 31 - Korsika zadního zadního cingulate
- Area 32 - Dorsální anteriorní cingulární kůra
- Area 33 - Část anteriorního cingularního kortexu
- Area 34 - Dorsální entorhinallní cortex (v Parahippokampalním gyru )
- Area 35 - Část peririnální kůry (v rinálním sulku )
- Area 36 - Část peririnální kůry (v rinálním sulku )
- Area 37 - Fusiform gyrus
- Area 38 - Temporopolární area (nejvíce rostrální část nadřízeného a středního časného gyri)
- Area 39 - Angulární gyrus, považovaný některými za součást Wernickeovy oblasti
- Area 40 - Supramarginal gyrus považovaný některými za součást Wernickeovy oblasti
- Areai 41 a 42 - Sluchová kůra
- Area 43 - Primární chuťová kůra
- Areai 44 a 45 - Motorický centrum řeči (Brocaova oblast), zahrnuje část inferiorního frontálního čelní gyru
- Area 46 - Dorsolaterální prefrontální kůra
- Area 47 - Orbitální část dolního čelního gyru
- Area 48 - Retrosubikulární (malá část středního povrchu spánkového laloku)
- Area 49 - Parasubikulární u hlodavců
- Area 52 - Parainsular area (ve spojení spánkového laloku a insuly )

(*) Oblast se vyskytuje pouze u primátů.
Některé původní Brodmannovy oblasti byly dále členěny, např. „23a“ a „23b“.

## Kritika
Když von Bonin a Bailey vytvořili mozkovou mapu pro makaky, zjistili, že popis Brodmanna je nedostatečný a napsali : Brodmann (1907), je pravda, připravil mapu lidského mozku, která byla široce reprodukována, ale bohužel data, na nichž byla založena, nebyla nikdy zveřejněna “  Místo toho použili cytoarchitechtonické schéma Constantina von Economo a Georga N. Koskinase zveřejněné v roce 1925 , které mělo „pouze přijatelný podrobný popis lidské kůry“.

## Příbuzná témata
- Mozek
- Kortikální oblast
- Wernickeova area - další centrum řeči (jako Brodmannova area)